# Osiedle Słowińskie (Słupsk)
Osiedle w Słupsku zlokalizowane we wschodniej części miasta. Graniczy od północy z Cmentarzem Komunalnym. Jest częścią większego Osiedla Westerplatte w Słupsku. Położone jest przy ulicy Gdańskiej.
Dominuje niska zabudowa jednorodzinna.